# Włodzimierz Dudek
Włodzimierz Dudek (ur. 25 marca 1915 w Sosnowcu, zm. 15 kwietnia 1977 w Sosnowcu) – polski piłkarz, jeden z pionierów odbudowujących piłkę nożną w Sosnowcu po II wojnie światowej, jako trener Stali Sosnowiec autor pierwszych historycznych sukcesów jak awans do I ligi i wicemistrzostwo Polski w 1955.

## Kariera piłkarska
Wychowanek Unii Sosnowiec. Jego karierę przerwała II wojna światowa. Po jej zakończeniu odtwarzał futbol w Sosnowcu będąc jednym z założycieli kontynuatora Unii – RKS Sosnowiec, przekszałconego wkrótce w RKU Sosnowiec. Był jego zawodnikiem walcząc o w 1947 r. o mistrzostwo Polski. Wkrótce odsunał się od grania przejmując rolę kierownika drużyny

## Kariera trenerska
Pierwszy zespół Stali Sosnowiec objął wraz z Janem Ketzem już w 1952 r. Samodzielnym trenerem Stali został w 1954 r. i był nim do 1956 r. To pod jego wodzą piłkarze z Sosnowca osiągnęli pierwsze historyczne sukcesy jak awans do I ligi w 1954 czy wicemistrzostwo Polski w 1955.

W późniejszym latach zajmował się drużynami Zagłębia Dąbrowa Górnicza, Zagłębianki Dąbrowa Górnicza, Siemianowiczanki Siemianowice Śląskie, AKS Niwka, Górnika Piaski i Kolejarza Sosnowiec

## Sukcesy
Jako trener:
- wicemistrzostwo Polski 1955 ze Stalą Sosnowiec
- awans do I ligi 1954 ze Stalą Sosnowiec
- półfinał Pucharu Polski 1954 ze Stalą Sosnowiec